# Artur Ioniță
Artur Ioniță (Chișinău, 17 de agosto de 1990) é um futebolista profissional moldavo que atua como meia.

## Carreira

### Zimbru
Artur Ioniță começou a carreira no Zimbru Chişinău.

### Cagliari
Ioniță se transferiu para o Cagliari Calcio, em 2016.